# Stickwitu
"Stickwitu" — es una canción interpretada por el grupo femenino americano de las Pussycat Dolls, extraído de su álbum debut PCD en el 2005. Fue publicado como segundo sencillo del álbum el 10 de abril de 2005, con el sello de A&M e Interscope. La canción fue escrita por Franne Golde, Kasia Livingston y Robert Palmer, mientras que se encargaron de producirla Ron Fair y Tal Herzberg.
La canción ganó popularidad en todo el mundo, alcanzado el top 5 de los Estados Unidos y Bélgica, y al igual que el sencillo anterior (Don't Cha) debutó en el primer puesto de las listas de Nueva Zelanda y Reino Unido. El sencillo le dio al grupo una nominación al Grammy en la 49th Annual Grammy Awards por la "Mejor interpretación vocal de un dúo o grupo", pero perdió contra "My Humps" de The Black Eyed Peas. La canción ha sido interpretada varias veces en programas de televisión e incluye un remix de Avant.

## Composición
"Stickwitu" es una canción Pop-R&B escrita por Franne Golde, Kasia Livingston y Robert Palmer, escrita en la tonalidad de Re mayor con un compás en tiempo común y un ritmo de 72 latidos por minuto. El Melody, producido por Ron Fair y coproducido por Taz Halberg, está diseñado para ser jugado "poco a poco". "Stickwitu" utiliza una progresión de acordes simples de A (9) / C♯ - Bm7 - A7 - Bm7 y A / C♯, con un rango vocal de F♯3.

## Crítica
"Stickwitu" recibió críticas mixtas de los críticos. Bill Lamb de About.com le otorgó a la canción 4.5 de cinco estrellas, elogiando a la producción de la canción, la voz principal de Scherzinger y las letras de celebración. Aparte de señalar que la canción podría "funcionar bien en los bailes de regreso a casa y bodas". Cordero dijo "Stickwitu va un largo camino hacia el establecimiento de las Pussycat Dolls como algo más que un one-hit wonder. Si bien no es el pop más característico canción alrededor, es una canción de amor sólido dulce para cuando los tiempos son buenos". Sin embargo, tenga en cuenta que la canción le faltaba un gancho pegadizo como su predecesor "Don't Cha".

## Rendimiento comercial
"Stickwitu" entró en la lista estadounidense del  Billboard Hot 100 en el puesto 85 y saltó al número 67 en su segunda semana. En su cuarta entró al Top 40 de la lista, convirtiéndose en el segund top 40 del grupo en el país. En su novena semana, la canción alcanzó el quinto puesto semanas no consecutivas en dicho puesto. "Stickwitu" después llegó al número uno de la lista Pop 100 Airplay, y al número dos Billboard Pop 100 respectivamente. "Stickwitu" entró a la lista Billboard R&B/Hip Hop Songs, donde alcanzó el puesto 63.
En el Reino Unido debutó y alcanzó el primer puesto en la lista UK Singles Chart por dos semanas no consecutivas, convirtiéndose en el segundo número uno consctivo para las Dolls en el país. "Stickwitu"  pasó seis semamas dentro de los primeros diez en la lista, y siguió por 17 semanas en la lista.  En Canadá, "Stickwitu" alcanzó el puesto 15 en el Canadian BDS airplay chart y el número 9 en el Canadian Hot 100, siendo hasta la fecha el segundo Top 10 del grupo en la lista, además de ser el segundo sencillo de mayor éxito en la lista para el grupo detrás de "Don't Cha".
"Stickwitu" fue de mayor éxito en  Oceanía. En Australia, "Stickwitu" debutó en el número tres del Australian ARIA Singles Chart y eventualmente llegó al segundo puesto por dos semanas no consecutivas. El sencillo ha sido certificado platino por la ARIA tras sobrepasar las 70,000 copias vendidas. En Nueva Zelanda, "Stickwitu" estuvo en el primer puesto de la lista New Zealand RIANZ Singles Chart por dos semanas no consscutivas, una semana más que su predesor, "Don't Cha", siendo el segundo éxito número uno consecutivo en la lista. "Stickwitu" se colocó en el puesto quince del Year-End RIANZ Singles Chart en el 2006.